# سال نو چینی

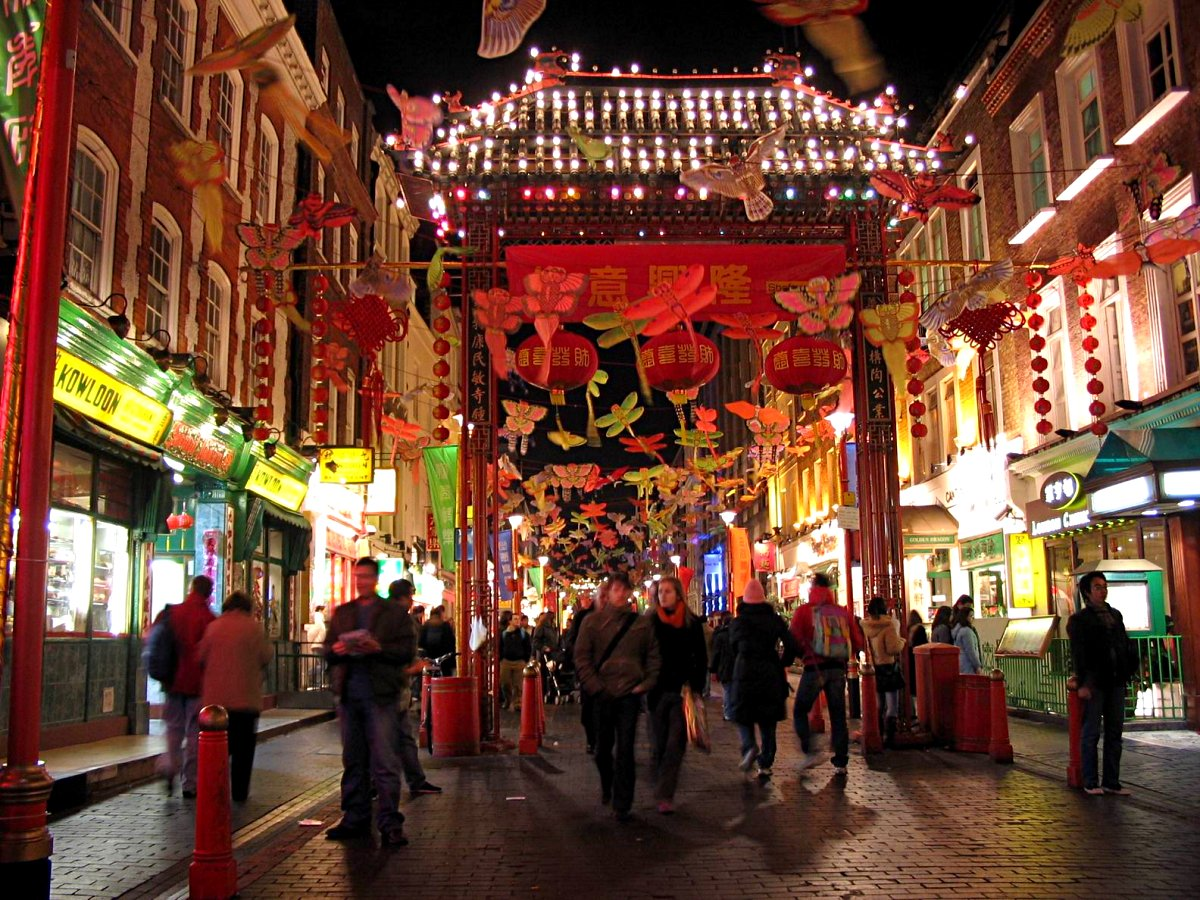
تزئینات مخصوص عید چینی در بازار چایناتاون در لندن

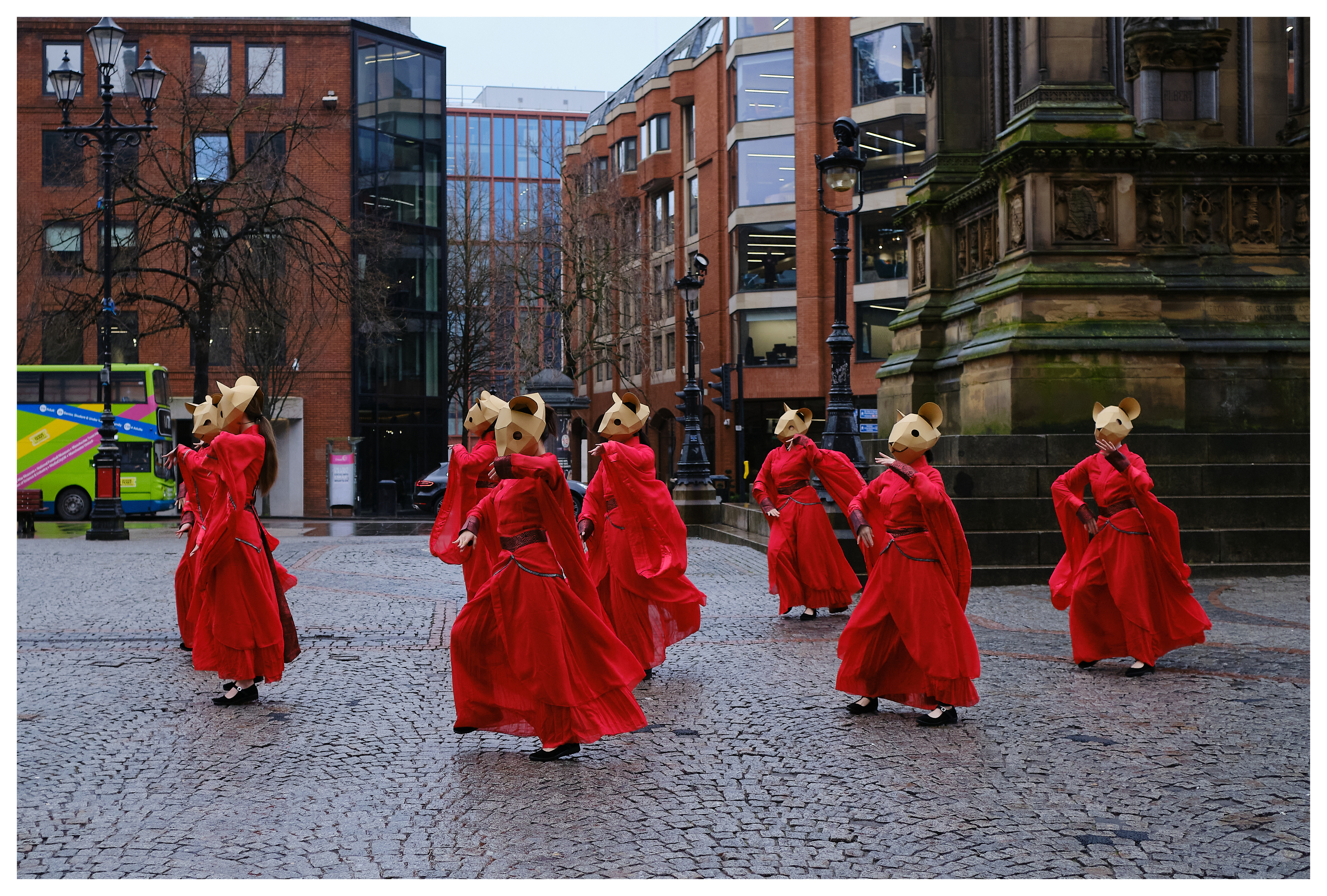
سال نو چینی در منچستر، انگلستان

از مهم‌ترین تعطیلات سنتی مردم چین است. گاهشماری چینی، گاهشماری ترکیبی شمسی-قمری است و حرکت خورشید، ماه و ستارگان، تعیین‌کننده روزها، ماه‌ها و سال‌ها هستند.
هر سال، در بهمن ماه، سال چینی نو می‌شود.
سال نو، با پدیدار شدن ماه در نخستین روز سال آغاز می‌شود و به همین علت گاه به آن سال نوی قمری نیز گفته می‌شود. جشن سال نو، عموماً پانزده روز به طول می‌انجامد و با جشن فانوس پایان می‌یابد. در بیشتر کشورهایی که چینی‌ها اکثریت را تشکیل می‌دهند یا اقلیت قدرتمندی هستند، سال نوی چینی جشن گرفته می‌شود؛ از آن جمله می‌توان به چین، هنگ کنگ، تایوان، برونئی، کره شمالی و کره جنوبی، مغولستان، نپال، بوتان، ویتنام، سنگاپور، اندونزی، مالزی، فیلیپین و تایلند اشاره کرد.

## زمان
شروع سال نو چینی در ماه بهمن (فاصله ۲۱ ژانویه تا ۲۰ فوریه) است. در این بازه زمانی حلول ماه جدید (روز نخست ماه قمری) روز اول سال نو چینی است.

## آداب و رسوم

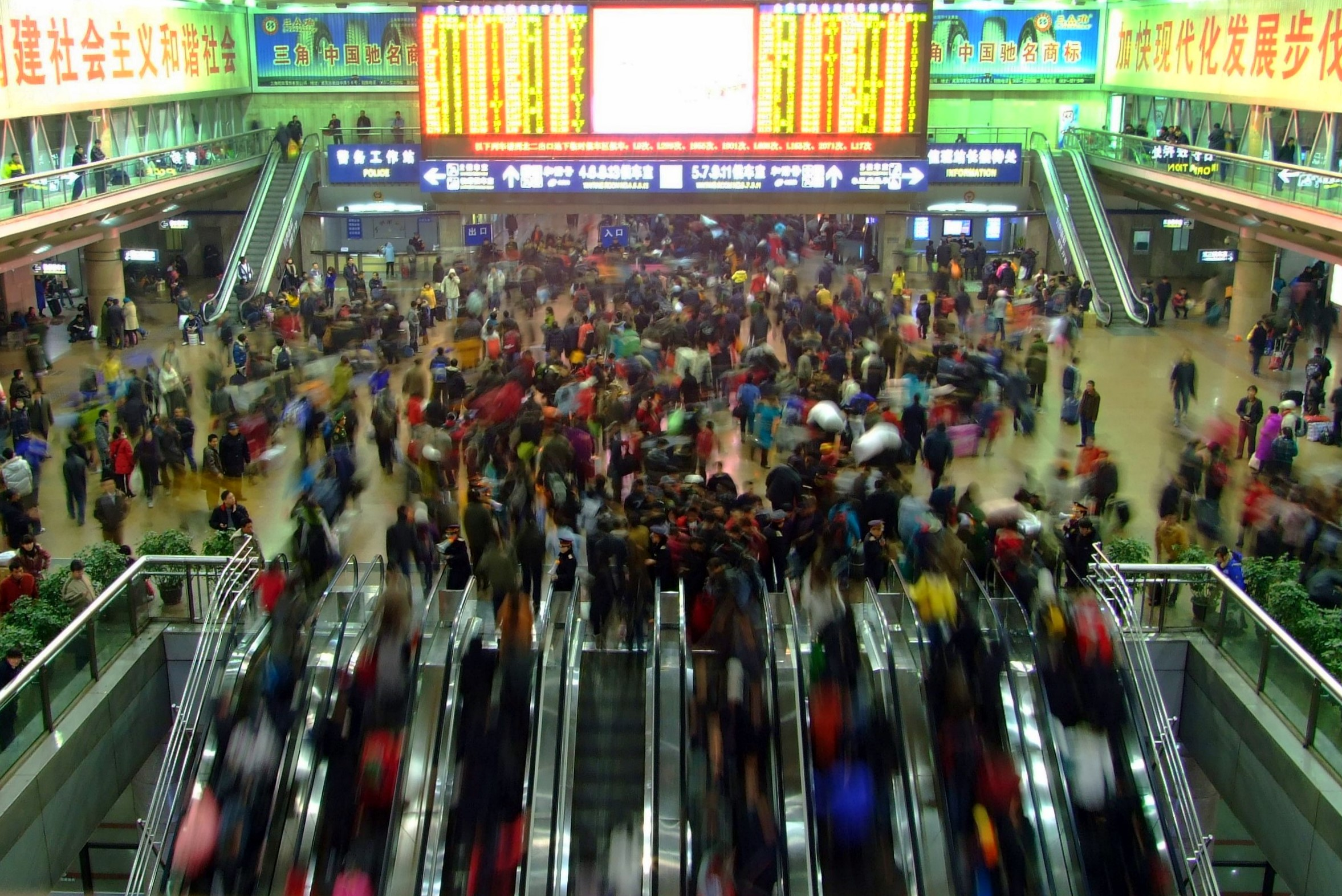
۲۰۰۹ دوره چونیون، ایستگاه راه‌آهن غرب پکن، چین

چینی‌های بودایی، در این روز از خوردن گوشت پرهیز می‌کنند. بودائیان بر این باورند که روشن کردن آتش و استفاده از کارد در روز اول سال نو، خوش‌یمن نیست؛ بنابراین معمولاً غذای این روز، از قبل پخته می‌شود. چینی‌ها در این روز از عدد ۴ استفاده نمی‌کنند زیرا معتقدند این عدد، عدد مرگ است. مردم چین در این روز دربارهٔ سال گذشته صحبت نمی‌کنند، بلکه دربارهٔ سال جدید و شروعی دوباره صحبت می‌کنند. همچنین در این روز، چینی‌ها به دیدار و بازدید بزرگترهای خانواده می‌روند. رقص شیر یکی از کهن‌ترین آیین‌های چینی است که در این روز انجام می‌پذیرد. برخی خانواده‌ها برای از بین بردن شرّ ارواح خبیثه، این گروه‌های عروسک گردان را به خانه دعوت می‌کنند تا با آهنگ‌ها و رقص‌های خاص، بدیمنی این روز را از بین ببرند. از دیگر آداب و رسوم این جشن، هدیه پاکت سرخ است.